# Újhold (folyóirat)
Az Újhold szépirodalmi negyedéves folyóirat, 1946 decemberétől 1948 májusáig jelent meg. Székhely: Budapest.

## Munkatársak, tartalom
A lapot a fiatal írónemzedék indította, szerkesztői: Lengyel Balázs, Mándy Iván, Pilinszky János, Rába György, Somlyó György, később Nemes Nagy Ágnes, Gyárfás Miklós és Örkény István. Szinte valamennyien a Nyugat vezető egyéniségének, Babits Mihálynak irodalomszemléletéhez álltak közel. Nyitottak voltak az európai irodalmi értékek és a modern stílusok irányában. A folyóirat legismertebb munkatársai a szerkesztők mellett Szabó Magda, Karinthy Ferenc, Hubay Miklós, Major Ottó, Lakatos István. A baloldaliaknak (Aczél Tamás, Gyárfás, Örkény, Szabolcsi Miklós) is teret biztosítottak, ennek ellenére 1948 májusában betiltották a lapot.
Az 1970-es években gondolt Lengyel Balázs és Nemes Nagy Ágnes az Újhold című folyóirat valamilyen feltámasztására, végül a Jelenkor biztosított 1984-ben egy különszámot az Újhold eszméinek aktualizálására. Két évvel később, 1986-ban az Újhold szerkesztői, Lengyel és Nemes Nagy Újhold Évkönyv címen létesítettek új periodikus kiadványt Lakatos István író közreműködésével.

## Repertórium
- Buda Attila: Az Újhold repertórumai